# Penny Moore
Penny Moore (Falls Church, 25 gennaio 1969) è un'ex cestista statunitense, professionista nella WNBA.

## Carriera
Ha disputato una stagione con le Charlotte Sting e due con le Washington Mystics.